# Henrique, Duque de Parma
Henrique Maria Alberto Fernando Carlos Pio Luís Antônio (em italiano: Enrico Maria Alberto Ferdinando Carlo Pio Luigi Antonio di Borbone-Parma; Rorschach, 13 de junho de 1873 – Pianoro, 16 de novembro de 1939) foi o Chefe da Casa Ducal e o pretendente ao extinto trono de Parma de 1907 sua morte em 1939. O primeiro filho do duque Roberto I de Parma e de sua primeira esposa, a princesa Maria Pia das Duas Sicílias.
Foi declarado deficiente mental e a partir de 1907, ano da morte de seu pai, seu irmão Elias assumiu o cargo de chefe de família e dirigia a casa como vigário, embora Henrique continuasse sendo considerado pelos monarquistas como o herdeiro legítimo. Henrique morreu solteiro e sem descendência e o sucedeu como Chefe da Casa Ducal de Parma e pretendente ao trono, seu irmão José após sua morte.

## Biografia
Henrique nasceu no Castelo Wartegg em Rorschach, segundo filho sobrevivente de Roberto I, Duque de Parma e sua primeira esposa, a princesa Maria Pia de Bourbon-Duas Sicílias. Ele tinha dificuldades de aprendizagem e de 1907 (morte de seu pai), seu irmão Elias assumiu o papel de chefe de família e atuou como regente durante os seus e reina titulares seu irmão de José, embora Henrique continuou a ser considerado por legitimistas como Henrique de Parma. Henrique morreu em Pianore, perto de Luca, Itália, solteiro e sem filhos e foi sucedido como pretendente titular de Parma por seu irmão José após a sua morte.